# Włoszczowice (stacja kolejowa)
Włoszczowice – stacja kolejowa we Włoszczowicach, w gminie Kije, w powiecie pińczowskim, w województwie świętokrzyskim, w Polsce.

## Ruch pasażerski
| Rok  | Wymiana pasażerska na dobę |
| ---- | -------------------------- |
| 2017 | –                          |
| 2022 | 10-19                      |